# 26 janvier dans les chemins de fer
26 décembre 26 février
Chronologies thématiques
- Croisades
- Sports
- Disney

Cette page concerne les événements qui se sont déroulés un 26 janvier dans les chemins de fer.

## Événements

### XXIesiècle
- 2005, France : l'agression et le viol d'une femme contrôleur dans un train près de Cahors le 25 janvier provoque une grève spontanée qui perturbe fortement la quasi-totalité du réseau SNCF.
- 2005, États-Unis : à Glendale, près de Los Angeles, un train de banlieue percute l'automobile d'un conducteur suicidaire et déraille. Quelques minutes plus tard un second train entre en collision avec le premier. On dénombre 11 morts et environ 200 blessés.